# Rostislav Zezula
Rostislav Zezula (30. března 1922, Třebomyslice) je český matematik a fyzik.

## Život
Rostislav Zezula studoval gymnázium v Brně. V době, když začala okupace, ho však musel opustit, a pak byl okamžitě zařazen do výroby. Pracoval jako technický úředník v konstrukčních kancelářích brněnských strojíren. Po válce se ke studiu vrátil. Byl přijat na Přírodovědeckou fakultu Masarykovy univerzity, kde začal studovat matematiku a fyziku. Již během studia působil na Vyšší průmyslové škole strojnické, odkud v roce 1956 přešel do Československé akademie věd. V letech 1954 až 1960 se do školní lavice znovu vrátil a na Českém vysokém učení technickém v Praze vystudoval obor strojního inženýrství. V roce 1961 se stal externím aspirantem z matematiky u profesora Jana Potočka v Matematickém ústavu Univerzity Karlovy a o pět let později získal vědeckou hodnost kandidáta matematicko-fyzikálních věd. Od roku 1968 pracoval v Matematickém ústavu jako vědecký pracovník.

## Dílo
Rostislav Zezula je autorem nebo spoluautorem více než 25 vědeckých prací. Věnoval se především problematice jaderných reaktorů a numerickým metodám jaderné fyziky, např.:
- A sufficient condition for flattening of the thermal neutron flux and some related problems (in onedimensional geometries)[1]
- Criticality conditions for a finite homogenized natural-uranium fueled reactor with prescribed thermal neutron flux[2]